# Steven A. Cohen
Steven A. Cohen (* 11. Juni 1956) ist ein US-amerikanischer Unternehmer, Hedgefonds-Manager und Kunstsammler.

## Leben
Cohen wuchs in Great Neck im US-amerikanischen Bundesstaat New York auf. Er besuchte die Wharton School an der University of Pennsylvania. Nach seiner Studienzeit begann Cohen 1978 im Unternehmen Gruntal & Co. zu arbeiten. Das auf Anguilla registrierte Unternehmen S.A.C. Capital (SAC) mit Verwaltungssitz in Stamford, Connecticut, wurde von Cohen 1992 gegründet und wird seitdem von ihm geleitet.
2005 wurde Cohen von der Zeitung New York Times als A New Prince of Wall Street bezeichnet. 2008 übernahm Cohen 4,7 % der Aktienanteile am Auktionshaus Sotheby’s. 2009 erhöhte er diesen Anteil auf 5,9 %.
Cohen lebt in Greenwich, Connecticut. Er ist verheiratet und hat mehrere Kinder.

## Kunstsammlung
Zu den frühesten Erwerbungen, die Steven A. Cohen gemeinsam mit seiner Frau Alexandra auf dem Kunstmarkt tätigte, gehört ein 1894/95 entstandenes Madonnengemälde von Edvard Munch für 11,5 Millionen Dollar. Zu den ersten Erwerbungen gehörten weiterhin Gemälde des Impressionismus wie das Selbstporträt mit Palette von Édouard Manet, ein 1906 entstandenes Seerosenbild von Claude Monet und eine Skulptur einer Balletttänzerin von Edgar Degas. Vom Pointillisten Georges Seurat gibt es in der Sammlung Cohen eine Landschaftsstudie Isle Grande Jatte. Es folgten Kunstwerke des 20. Jahrhunderts wie ein Drip-Painting von Jackson Pollock aus dem Jahr 1952 und eine Gemäldestudie des Papstes Innozenz X. (nach Diego Velázquez) von Francis Bacon aus dem Jahr 1950. Darüber hinaus erwarb Cohen Arbeiten zeitgenössischer Künstler wie Richard Prince und Tom Friedman.
2004 ersteigerte Cohen bei Christie’s in New York das Portrait de femme (um 1900) von Paul Cézanne für 10 Millionen Dollar. Aus der Sammlung von Gunter Sachs gelangte über den Kunsthändler Larry Gagosian ebenfalls 2004 das Bild Superman von Andy Warhol aus dem Jahr 1960 in die Sammlung Cohen. Bei einem vermuteten Kaufpreis von 25 oder 30 Millionen Dollar handelte es sich um das seinerzeit teuerste Kunstwerk des Künstlers. Von Warhol gelangte 2007 zudem das Bild Turquoise Marilyn in die Sammlung. Der Kaufpreis für das ebenfalls per Privatverkauf erworbene Bild soll bei 80 Millionen Dollar gelegen haben, ein neuer Preisrekord für ein Werk von Warhol.
2005 erwarb Cohen vom Spielcasinobesitzer Stephen A. Wynn für 100 Millionen Dollar zwei bedeutende Werke des Spätimpressionismus. Durch Vermittlung des Kunsthändlers William Acquavella kam neben dem Gemälde Paul Gauguins Tahitianische Familie von 1902 so auch das 1890 entstandene Bild Porträt einer jungen Bäuerin von Vincent van Gogh in die Sammlung Cohen.
Schlagzeilen machte 2006 der Erwerb des Gemäldes Woman III von Willem de Kooning, entstanden 1952–53. Nach Angaben der New York Times bezahlte Cohen für dieses Bild 137,5 Millionen Dollar. Der Verkauf zwischen dem Vorbesitzer des Gemäldes David Geffen und Cohen vermittelte der New Yorker Kunsthändler Larry Gagosian. Bereits einen Monat vor dem Erwerb von Woman III erstand Cohen, ebenfalls von Geffen, das abstrakte De Kooning-Gemälde Police Gazette von 1955 für 63,5 Millionen Dollar. Ein weiteres Werk eines Pop-Art-Künstlers in der Sammlung Cohen ist das Gemälde Popeye von Roy Lichtenstein.
Zu den bekanntesten Werken zeitgenössischer Kunst in der Sammlung Cohen gehört der in Formaldehyd gelegte Hai mit dem Titel The Physical Impossibility of Death in the Mind of Someone Living von Damien Hirst. Cohen erwarb diese zu den Hauptwerken der Young British Artists gehörende Arbeit 2004 für 8 Millionen Dollar vom britischen Sammler Charles Saatchi. Das Werk befand sich als Dauerleihgabe der Steven and Alexandra Cohen Collection bis 2010 im Metropolitan Museum of Art in New York. 2008 liehen die Cohens dem Museum zudem die Plastiken Balloon Dog (Yellow) und Sacred Heart (Red/Gold) von Jeff Koons für eine Ausstellung.
Im April 2009 zeigt Sotheby’s in New York erstmals öffentlich eine Auswahl von Kunstwerken aus der Steven and Alexandra Cohen Collection. Kunstwerke dieser unter dem Titel Women präsentierten Ausstellung sind die Skulpturen Figure Decorative (1908) und Grand nu Assis (1922–29) von Henri Matisse, sowie die Gemälde Porträt einer jungen Bäuerin von Vincent van Gogh, Madonna von Edvard Munch, Portrait de femme von Paul Cézanne, Nu Couché au coussin Bleu von Amedeo Modigliani, Femme Nue Couchée, Le Repos und Femme Assise von Pablo Picasso, Untitled (Sue) von Robert Rauschenberg und Susan Weil, Woman III von Willem de Kooning, Anthropologie de l’epoque blue (ANT.78) von Yves Klein, Turquoise Marilyn von Andy Warhol, Tänzerinnen (1966) von Gerhard Richter, Untitled Film Still #21 (1978) von Cindy Sherman, Portrait of Rose (1978–79) von Lucian Freud, Spiritual America und Graduate Nurse von Richard Prince, The Visitor von Marlene Dumas und Night (1999–2000) von Lisa Yuskavage. The Independent schrieb 2009, Cohen beabsichtige, in Greenwich (Connecticut) ein privates Museum zu errichten. Cohen trennte sich bei einer Versteigerung im Auktionshaus Sotheby’s am 22. Juni 2010 von Manets Selbstporträt mit Palette, wo das Gemälde für 22,4 Millionen Britische Pfund (inklusive Aufgeld des Auktionshauses) einen neuen Besitzer fand. Der erzielte Betrag war seinerzeit der höchste je für ein Kunstwerk Manets gezahlte Preis.

## Werke der Sammlung Cohen

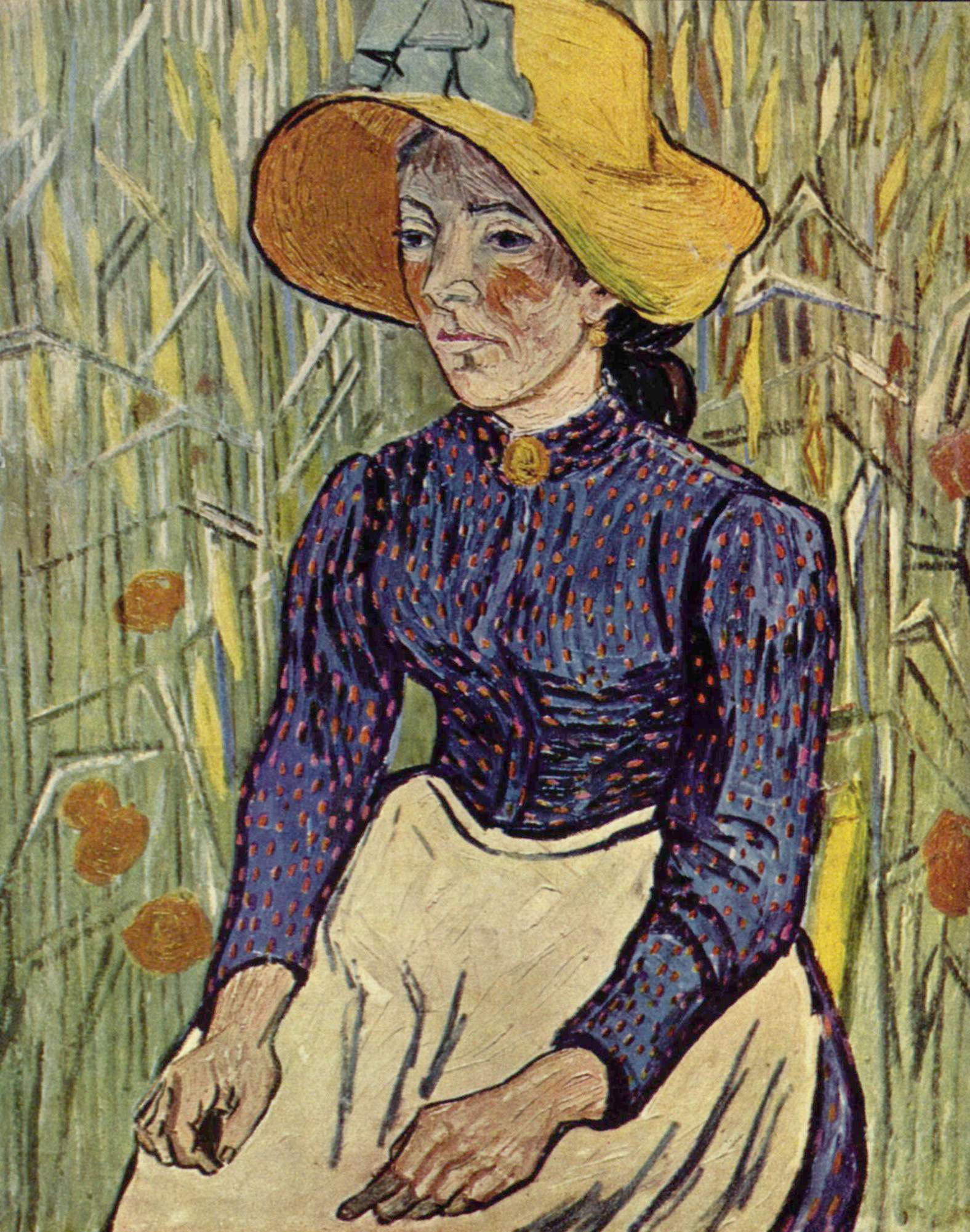
Vincent van Gogh: Porträt einer jungen Bäuerin, 1890
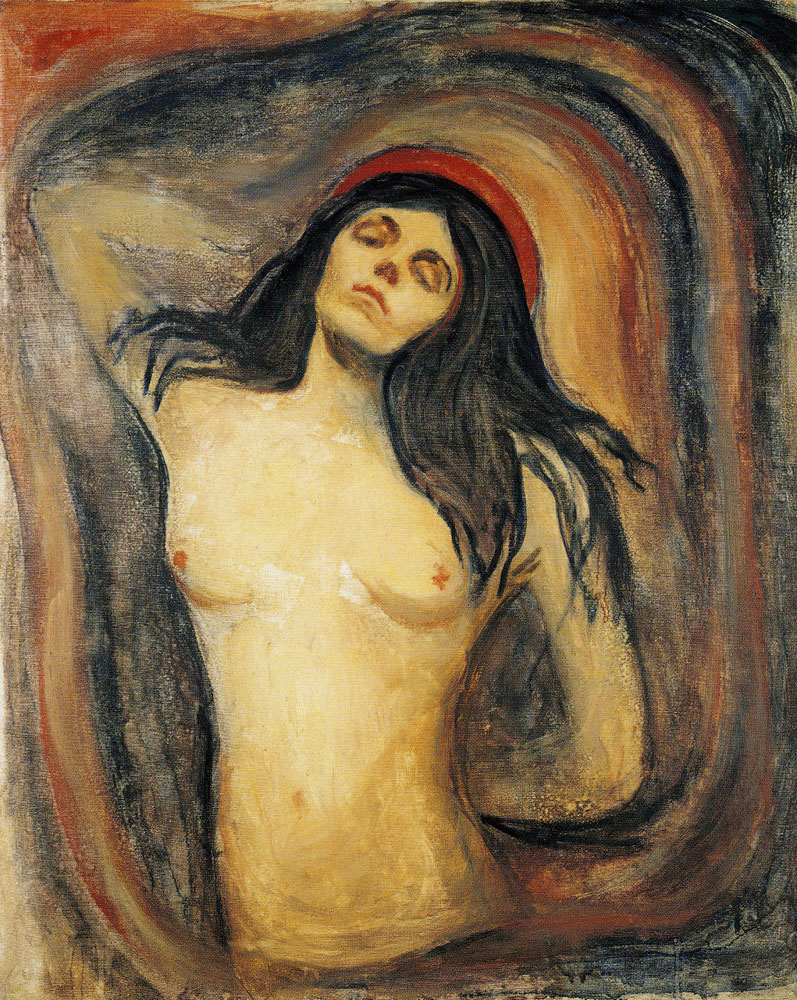
Edvard Munch: Madonna, 1895–97
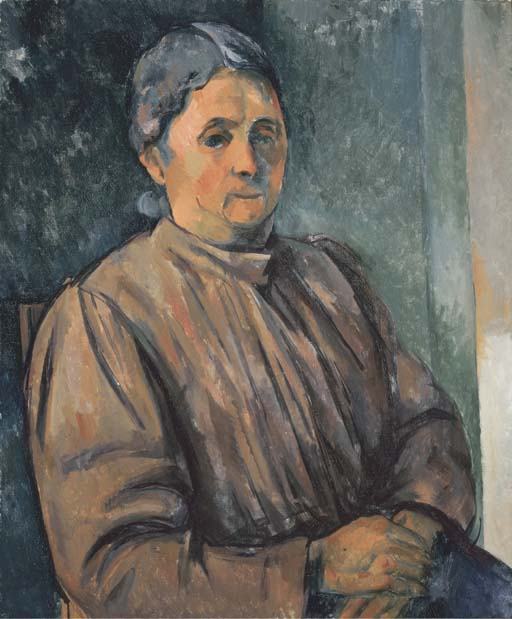
Paul Cézanne: Portrait de femme, 1900
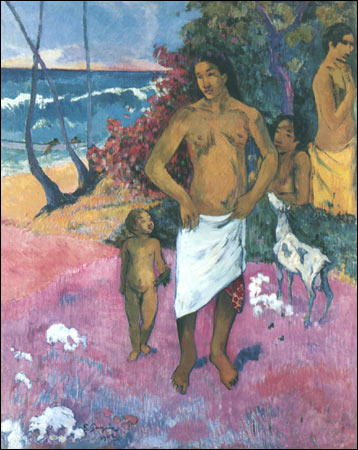
Paul Gauguin: Tahitianische Familie, 1902
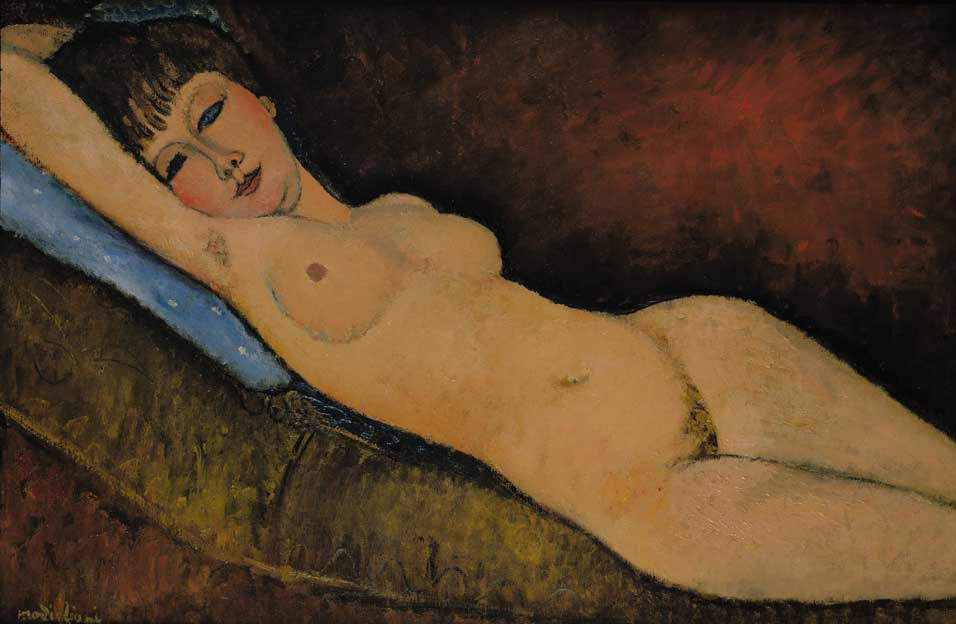
Amedeo Modigliani: Nu Couché au coussin Bleu, 1916

## Vermögen
Steven A. Cohen ist Multi-Milliardär. Auf der Forbes-Liste 2017 wird sein Vermögen mit ca. 13 Milliarden US-Dollar angegeben, womit er Platz 92 auf der Liste der reichsten Menschen der Welt belegt.